# 未来優駿
未来優駿（みらいゆうしゅん）は、日本の地方競馬で10〜11月に行われる2歳馬の重賞競走を短期間に集中的に施行する企画。地方競馬全国協会によって2008年に初めて実施された。2008年では1週間に亘って5競馬場で開催された。2009年以降は約3週間に亘って7競馬場で開催されている。2020年からは9〜11月に期間を拡大し、10競馬場での開催となる。
2023年からは全日本的なダートの競走体型の見直しにより、全国8主催者毎に行うネクストスター競走も未来優駿の対象に加えられた。

## 対象競走（2023年以降）
| 競走名                 | 格付け | 主催団体             | 施行競馬場   | 施行距離    |
| ---------------------- | ------ | -------------------- | ------------ | ----------- |
| ゴールドジュニア       | SIII   | 特別区競馬組合       | 大井競馬場   | ダート1400m |
| ネクストスター門別     | H1     | ホッカイドウ競馬     | 門別競馬場   | ダート1200m |
| ネクストスター盛岡     | M1     | 岩手県競馬組合       | 盛岡競馬場   | ダート1400m |
| 鎌倉記念               | SII    | 神奈川県川崎競馬組合 | 川崎競馬場   | ダート1600m |
| ネクストスター金沢     | 重賞   | 石川県競馬事業局     | 金沢競馬場   | ダート1400m |
| ネクストスター園田     | 重賞I  | 兵庫県競馬組合       | 園田競馬場   | ダート1400m |
| ネクストスター笠松     | 重賞   | 岐阜県地方競馬組合   | 笠松競馬場   | ダート1400m |
| ネクストスター高知     | 重賞   | 高知県競馬組合       | 高知競馬場   | ダート1400m |
| ネクストスター名古屋   | 重賞   | 愛知県競馬組合       | 名古屋競馬場 | ダート1500m |
| 平和賞                 | SII    | 千葉県競馬組合       | 船橋競馬場   | ダート1600m |
| JBC2歳優駿             | JpnIII | ホッカイドウ競馬     | 門別競馬場   | ダート1800m |
| ネクストスター佐賀     | 重賞   | 佐賀県競馬組合       | 佐賀競馬場   | ダート1400m |
| ハイセイコー記念       | SI     | 特別区競馬組合       | 大井競馬場   | ダート1600m |
| 兵庫ジュニアグランプリ | JpnII  | 兵庫県競馬組合       | 園田競馬場   | ダート1400m |
| 全日本2歳優駿          | JpnI   | 神奈川県川崎競馬組合 | 川崎競馬場   | ダート1600m |

## 過去の開催概要

### 2008年
| 施行日   | 競走名                 | 格付け | 主催団体       | 施行競馬場   | 施行距離    |
| -------- | ---------------------- | ------ | -------------- | ------------ | ----------- |
| 10月19日 | 若駒賞                 | 重賞   | 岩手県競馬組合 | 盛岡競馬場   | ダート1600m |
| 10月20日 | 九州ジュニアグランプリ | KJ2    | 荒尾競馬組合   | 荒尾競馬場   | ダート1500m |
| 10月22日 | 平和賞                 | SIII   | 千葉県競馬組合 | 船橋競馬場   | ダート1600m |
| 10月23日 | 兵庫若駒賞             | 重賞   | 兵庫県競馬組合 | 園田競馬場   | ダート1400m |
| 10月24日 | ゴールドウィング賞     | SPI    | 愛知県競馬組合 | 名古屋競馬場 | ダート1600m |

### 2009年
| 施行日   | 競走名                   | 格付け | 主催団体         | 施行競馬場   | 施行距離    |
| -------- | ------------------------ | ------ | ---------------- | ------------ | ----------- |
| 10月19日 | 若駒賞                   | 重賞   | 岩手県競馬組合   | 盛岡競馬場   | ダート1600m |
| 10月20日 | サッポロクラシックカップ | OP特別 | ホッカイドウ競馬 | 門別競馬場   | ダート1200m |
| 10月26日 | 福山2歳優駿              | 重賞   | 福山市競馬事務局 | 福山競馬場   | ダート1250m |
| 10月27日 | 九州ジュニアグランプリ   | KJ2    | 荒尾競馬組合     | 荒尾競馬場   | ダート1500m |
| 10月29日 | 兵庫若駒賞               | 重賞   | 兵庫県競馬組合   | 園田競馬場   | ダート1400m |
| 11月3日  | ゴールドウィング賞       | SPI    | 愛知県競馬組合   | 名古屋競馬場 | ダート1600m |
| 11月4日  | ハイセイコー記念         | SII    | 特別区競馬組合   | 大井競馬場   | ダート1600m |

### 2010年
| 施行日   | 競走名                   | 格付け | 主催団体         | 施行競馬場   | 施行距離    |
| -------- | ------------------------ | ------ | ---------------- | ------------ | ----------- |
| 10月18日 | 若駒賞                   | 重賞   | 岩手県競馬組合   | 盛岡競馬場   | ダート1600m |
| 10月22日 | 九州ジュニアグランプリ   | KJ2    | 荒尾競馬組合     | 荒尾競馬場   | ダート1500m |
| 10月25日 | 福山2歳優駿              | 重賞   | 福山市競馬事務局 | 福山競馬場   | ダート1250m |
| 10月28日 | 兵庫若駒賞               | 重賞   | 兵庫県競馬組合   | 園田競馬場   | ダート1400m |
| 11月2日  | サッポロクラシックカップ | OP特別 | ホッカイドウ競馬 | 門別競馬場   | ダート1200m |
| 11月3日  | 平和賞                   | SIII   | 千葉県競馬組合   | 船橋競馬場   | ダート1600m |
| 11月5日  | ゴールドウィング賞       | SPI    | 愛知県競馬組合   | 名古屋競馬場 | ダート1600m |

### 2011年
| 施行日   | 競走名                   | 格付け | 主催団体         | 施行競馬場   | 施行距離    |
| -------- | ------------------------ | ------ | ---------------- | ------------ | ----------- |
| 10月12日 | ハイセイコー記念         | SII    | 特別区競馬組合   | 大井競馬場   | ダート1600m |
| 10月17日 | 若駒賞                   | 重賞   | 岩手県競馬組合   | 盛岡競馬場   | ダート1600m |
| 10月20日 | 兵庫若駒賞               | 重賞   | 兵庫県競馬組合   | 園田競馬場   | ダート1400m |
| 10月28日 | 九州ジュニアグランプリ   | KJ2    | 荒尾競馬組合     | 荒尾競馬場   | ダート1500m |
| 10月31日 | 福山2歳優駿              | 重賞   | 福山市競馬事務局 | 福山競馬場   | ダート1250m |
| 11月1日  | サッポロクラシックカップ | OP特別 | ホッカイドウ競馬 | 門別競馬場   | ダート1200m |
| 11月4日  | ゴールドウィング賞       | SPI    | 愛知県競馬組合   | 名古屋競馬場 | ダート1600m |

- 南関東地区の対象競走が平和賞からハイセイコー記念に再び戻る。

### 2012年
| 施行日   | 競走名                   | 格付け | 主催団体         | 施行競馬場   | 施行距離    |
| -------- | ------------------------ | ------ | ---------------- | ------------ | ----------- |
| 10月22日 | 若駒賞                   | 重賞   | 岩手県競馬組合   | 盛岡競馬場   | ダート1600m |
| 10月24日 | 兵庫若駒賞               | 重賞   | 兵庫県競馬組合   | 園田競馬場   | ダート1400m |
| 10月26日 | 九州ジュニアチャンピオン | 重賞   | 佐賀県競馬組合   | 佐賀競馬場   | ダート1750m |
| 10月29日 | 福山2歳優駿              | 重賞   | 福山市競馬事務局 | 福山競馬場   | ダート1250m |
| 10月31日 | 平和賞                   | SIII   | 千葉県競馬組合   | 船橋競馬場   | ダート1600m |
| 11月1日  | ゴールドウィング賞       | SPI    | 愛知県競馬組合   | 名古屋競馬場 | ダート1600m |
| 11月6日  | サッポロクラシックカップ | OP特別 | ホッカイドウ競馬 | 門別競馬場   | ダート1200m |

- 南関東地区の対象競走がハイセイコー記念から平和賞に変更。
- 2011年まで施行されていた九州ジュニアグランプリが廃止、代わりに九州ジュニアチャンピオンが対象競走に指定。

### 2013年
| 施行日   | 競走名                   | 格付け | 主催団体         | 施行競馬場   | 施行距離    |
| -------- | ------------------------ | ------ | ---------------- | ------------ | ----------- |
| 10月21日 | 若駒賞                   | 重賞   | 岩手県競馬組合   | 盛岡競馬場   | ダート1600m |
| 10月22日 | 兼六園ジュニアカップ     | 重賞   | 石川県競馬事業局 | 金沢競馬場   | ダート1400m |
| 10月24日 | 兵庫若駒賞               | 重賞   | 兵庫県競馬組合   | 園田競馬場   | ダート1400m |
| 10月25日 | 九州ジュニアチャンピオン | S1     | 佐賀県競馬組合   | 佐賀競馬場   | ダート1750m |
| 10月29日 | サッポロクラシックカップ | OP特別 | ホッカイドウ競馬 | 門別競馬場   | ダート1200m |
| 10月30日 | 平和賞                   | SIII   | 千葉県競馬組合   | 船橋競馬場   | ダート1600m |
| 10月31日 | ゴールドウィング賞       | SPI    | 愛知県競馬組合   | 名古屋競馬場 | ダート1600m |

- 2012年まで施行されていた福山2歳優駿が廃止、代わりに兼六園ジュニアカップが対象競走に指定。

### 2014年
| 施行日   | 競走名                   | 格付け | 主催団体         | 施行競馬場   | 施行距離    |
| -------- | ------------------------ | ------ | ---------------- | ------------ | ----------- |
| 10月20日 | 若駒賞                   | 重賞   | 岩手県競馬組合   | 盛岡競馬場   | ダート1600m |
| 10月21日 | サッポロクラシックカップ | H2     | ホッカイドウ競馬 | 門別競馬場   | ダート1200m |
| 10月22日 | ゴールドウィング賞       | SPI    | 愛知県競馬組合   | 名古屋競馬場 | ダート1600m |
| 10月26日 | 九州ジュニアチャンピオン | S1     | 佐賀県競馬組合   | 佐賀競馬場   | ダート1750m |
| 10月29日 | 平和賞                   | SIII   | 千葉県競馬組合   | 船橋競馬場   | ダート1600m |
| 10月30日 | 兵庫若駒賞               | 重賞   | 兵庫県競馬組合   | 園田競馬場   | ダート1400m |
| 11月4日  | 兼六園ジュニアカップ     | 重賞   | 石川県競馬事業局 | 金沢競馬場   | ダート1500m |

### 2015年
| 施行日   | 競走名                   | 格付け | 主催団体             | 施行競馬場   | 施行距離    |
| -------- | ------------------------ | ------ | -------------------- | ------------ | ----------- |
| 10月19日 | 若駒賞                   | 重賞   | 岩手県競馬組合       | 盛岡競馬場   | ダート1600m |
| 10月20日 | サッポロクラシックカップ | H2     | ホッカイドウ競馬     | 門別競馬場   | ダート1200m |
| 10月21日 | 鎌倉記念                 | SIII   | 神奈川県川崎競馬組合 | 川崎競馬場   | ダート1500m |
| 10月22日 | ゴールドウィング賞       | SPI    | 愛知県競馬組合       | 名古屋競馬場 | ダート1600m |
| 10月25日 | 九州ジュニアチャンピオン | S1     | 佐賀県競馬組合       | 佐賀競馬場   | ダート1750m |
| 10月29日 | 兵庫若駒賞               | 重賞   | 兵庫県競馬組合       | 園田競馬場   | ダート1400m |
| 11月1日  | 兼六園ジュニアカップ     | 重賞   | 石川県競馬事業局     | 金沢競馬場   | ダート1500m |

- 南関東地区の対象競走が平和賞から鎌倉記念に変更。

### 2016年
| 施行日   | 競走名                   | 格付け | 主催団体             | 施行競馬場   | 施行距離    |
| -------- | ------------------------ | ------ | -------------------- | ------------ | ----------- |
| 10月5日  | 鎌倉記念                 | SIII   | 神奈川県川崎競馬組合 | 川崎競馬場   | ダート1500m |
| 10月9日  | 九州ジュニアチャンピオン | S1     | 佐賀県競馬組合       | 佐賀競馬場   | ダート1750m |
| 10月17日 | 若駒賞                   | M2     | 岩手県競馬組合       | 盛岡競馬場   | ダート1600m |
| 10月19日 | サッポロクラシックカップ | H2     | ホッカイドウ競馬     | 門別競馬場   | ダート1200m |
| 10月20日 | ゴールドウィング賞       | SPI    | 愛知県競馬組合       | 名古屋競馬場 | ダート1600m |
| 10月27日 | 兵庫若駒賞               | 重賞   | 兵庫県競馬組合       | 園田競馬場   | ダート1400m |
| 11月1日  | 兼六園ジュニアカップ     | 重賞   | 石川県競馬事業局     | 金沢競馬場   | ダート1500m |

### 2017年
| 施行日   | 競走名                   | 格付け | 主催団体             | 施行競馬場   | 施行距離    |
| -------- | ------------------------ | ------ | -------------------- | ------------ | ----------- |
| 10月8日  | 九州ジュニアチャンピオン | S1     | 佐賀県競馬組合       | 佐賀競馬場   | ダート1750m |
| 10月11日 | 鎌倉記念                 | SIII   | 神奈川県川崎競馬組合 | 川崎競馬場   | ダート1500m |
| 10月15日 | 若駒賞                   | M2     | 岩手県競馬組合       | 盛岡競馬場   | ダート1600m |
| 10月24日 | ゴールドウィング賞       | SPI    | 愛知県競馬組合       | 名古屋競馬場 | ダート1600m |
| 10月25日 | サッポロクラシックカップ | H2     | ホッカイドウ競馬     | 門別競馬場   | ダート1200m |
| 10月26日 | 兵庫若駒賞               | 重賞   | 兵庫県競馬組合       | 園田競馬場   | ダート1400m |
| 11月14日 | 兼六園ジュニアカップ     | 重賞   | 石川県競馬事業局     | 金沢競馬場   | ダート1500m |

### 2018年
| 施行日   | 競走名                   | 格付け | 主催団体             | 施行競馬場   | 施行距離    |
| -------- | ------------------------ | ------ | -------------------- | ------------ | ----------- |
| 10月14日 | 若駒賞                   | M2     | 岩手県競馬組合       | 盛岡競馬場   | ダート1600m |
| 10月14日 | 九州ジュニアチャンピオン | 重賞   | 佐賀県競馬組合       | 佐賀競馬場   | ダート1400m |
| 10月17日 | 鎌倉記念                 | SII    | 神奈川県川崎競馬組合 | 川崎競馬場   | ダート1500m |
| 10月18日 | 兵庫若駒賞               | 重賞   | 兵庫県競馬組合       | 園田競馬場   | ダート1400m |
| 10月23日 | ゴールドウィング賞       | SPI    | 愛知県競馬組合       | 名古屋競馬場 | ダート1600m |
| 10月30日 | サッポロクラシックカップ | H2     | ホッカイドウ競馬     | 門別競馬場   | ダート1200m |
| 11月20日 | 兼六園ジュニアカップ     | 重賞   | 石川県競馬事業局     | 金沢競馬場   | ダート1500m |

### 2019年
| 施行日   | 競走名                   | 格付け | 主催団体             | 施行競馬場   | 施行距離    |
| -------- | ------------------------ | ------ | -------------------- | ------------ | ----------- |
| 10月6日  | 九州ジュニアチャンピオン | 重賞   | 佐賀県競馬組合       | 佐賀競馬場   | ダート1400m |
| 10月13日 | 若駒賞                   | M2     | 岩手県競馬組合       | 盛岡競馬場   | ダート1600m |
| 10月15日 | 兼六園ジュニアカップ     | 重賞   | 石川県競馬事業局     | 金沢競馬場   | ダート1500m |
| 10月17日 | 兵庫若駒賞               | 重賞   | 兵庫県競馬組合       | 園田競馬場   | ダート1400m |
| 10月17日 | ゴールドウィング賞       | SPI    | 愛知県競馬組合       | 名古屋競馬場 | ダート1600m |
| 10月22日 | 鎌倉記念                 | SII    | 神奈川県川崎競馬組合 | 川崎競馬場   | ダート1500m |
| 10月24日 | サッポロクラシックカップ | H2     | ホッカイドウ競馬     | 門別競馬場   | ダート1200m |

### 2020年
| 施行日   | 競走名                         | 格付け | 主催団体             | 施行競馬場   | 施行距離    |
| -------- | ------------------------------ | ------ | -------------------- | ------------ | ----------- |
| 9月21日  | ゴールドジュニア               | SIII   | 特別区競馬組合       | 大井競馬場   | ダート1400m |
| 10月1日  | サンライズカップ               | H1     | ホッカイドウ競馬     | 門別競馬場   | ダート1800m |
| 10月11日 | 兼六園ジュニアカップ           | 重賞   | 石川県競馬事業局     | 金沢競馬場   | ダート1500m |
| 10月14日 | 鎌倉記念                       | SII    | 神奈川県川崎競馬組合 | 川崎競馬場   | ダート1500m |
| 10月15日 | 兵庫若駒賞                     | 重賞I  | 兵庫県競馬組合       | 園田競馬場   | ダート1400m |
| 10月18日 | 九州ジュニアチャンピオン       | 重賞   | 佐賀県競馬組合       | 佐賀競馬場   | ダート1400m |
| 10月27日 | ゴールドウィング賞             | SPI    | 愛知県競馬組合       | 名古屋競馬場 | ダート1600m |
| 10月28日 | 平和賞                         | SIII   | 千葉県競馬組合       | 船橋競馬場   | ダート1600m |
| 11月1日  | 黒潮ジュニアチャンピオンシップ | 重賞   | 高知県競馬組合       | 高知競馬場   | ダート1400m |
| 11月15日 | 南部駒賞                       | M1     | 岩手県競馬組合       | 盛岡競馬場   | ダート1600m |
| 11月17日 | ハイセイコー記念               | SI     | 特別区競馬組合       | 大井競馬場   | ダート1600m |

### 2021年
| 施行日   | 競走名                         | 格付け | 主催団体             | 施行競馬場   | 施行距離    |
| -------- | ------------------------------ | ------ | -------------------- | ------------ | ----------- |
| 9月20日  | ゴールドジュニア               | SIII   | 特別区競馬組合       | 大井競馬場   | ダート1200m |
| 9月30日  | サンライズカップ               | H1     | ホッカイドウ競馬     | 門別競馬場   | ダート1800m |
| 10月3日  | 九州ジュニアチャンピオン       | 重賞   | 佐賀県競馬組合       | 佐賀競馬場   | ダート1400m |
| 10月5日  | 兼六園ジュニアカップ           | 重賞   | 石川県競馬事業局     | 金沢競馬場   | ダート1500m |
| 10月13日 | 鎌倉記念                       | SII    | 神奈川県川崎競馬組合 | 川崎競馬場   | ダート1500m |
| 10月14日 | 兵庫若駒賞                     | 重賞I  | 兵庫県競馬組合       | 園田競馬場   | ダート1400m |
| 10月27日 | 平和賞                         | SIII   | 千葉県競馬組合       | 船橋競馬場   | ダート1600m |
| 10月31日 | 南部駒賞                       | M1     | 岩手県競馬組合       | 盛岡競馬場   | ダート1600m |
| 10月31日 | 黒潮ジュニアチャンピオンシップ | 重賞   | 高知県競馬組合       | 高知競馬場   | ダート1400m |
| 11月17日 | ハイセイコー記念               | SI     | 特別区競馬組合       | 大井競馬場   | ダート1600m |
| 11月30日 | ゴールドウィング賞             | SPI    | 愛知県競馬組合       | 名古屋競馬場 | ダート1600m |

### 2022年
| 施行日   | 競走名                         | 格付け | 主催団体             | 施行競馬場   | 施行距離    |
| -------- | ------------------------------ | ------ | -------------------- | ------------ | ----------- |
| 9月22日  | ゴールドジュニア               | SIII   | 特別区競馬組合       | 大井競馬場   | ダート1200m |
| 9月22日  | サンライズカップ               | H1     | ホッカイドウ競馬     | 門別競馬場   | ダート1800m |
| 10月2日  | 九州ジュニアチャンピオン       | 重賞   | 佐賀県競馬組合       | 佐賀競馬場   | ダート1400m |
| 10月12日 | 鎌倉記念                       | SII    | 神奈川県川崎競馬組合 | 川崎競馬場   | ダート1500m |
| 10月13日 | 兵庫若駒賞                     | 重賞I  | 兵庫県競馬組合       | 園田競馬場   | ダート1400m |
| 10月16日 | 南部駒賞                       | M1     | 岩手県競馬組合       | 盛岡競馬場   | ダート1600m |
| 10月26日 | 平和賞                         | SIII   | 千葉県競馬組合       | 船橋競馬場   | ダート1600m |
| 10月30日 | 黒潮ジュニアチャンピオンシップ | 重賞   | 高知県競馬組合       | 高知競馬場   | ダート1400m |
| 10月30日 | 兼六園ジュニアカップ           | 重賞   | 石川県競馬事業局     | 金沢競馬場   | ダート1500m |
| 11月16日 | ハイセイコー記念               | SI     | 特別区競馬組合       | 大井競馬場   | ダート1600m |
| 11月22日 | ゴールドウィング賞             | SPI    | 愛知県競馬組合       | 名古屋競馬場 | ダート1700m |

## 2歳チャンピオンシリーズ
2021年に新設され、『未来優駿』全11競走と2歳ダートグレード競走3競走(JBC2歳優駿・兵庫ジュニアグランプリ・全日本2歳優駿)を対象に、着順に応じて付与されるポイント合計点の上位3頭に褒賞金を授与するシリーズ競走で、2歳戦の振興および競走体系の拡充を目的とする。

### ポイント制
ポイント表1：未来優駿
| 1着 | 2着 | 3着 | 4着 | 5着 | 6着以下 | 競走中止・失格等 |
| --- | --- | --- | --- | --- | ------- | ---------------- |
| 7点 | 4点 | 3点 | 2点 | 1点 | 0点     | 0点              |

ポイント表2：ダートグレード競走
| 1着  | 2着  | 3着  | 4着 | 5着 | 6着以下 | 競走中止・失格等 |
| ---- | ---- | ---- | --- | --- | ------- | ---------------- |
| 20点 | 15点 | 10点 | 7点 | 5点 | 2点     | 0点              |

注1：同着時のポイントは案分せずに加算
注2：最終戦後の合計ポイントが並んだ場合は、次の順に判定を行い、順位を決定する。
（1）全日本2歳優駿で最も高い着順を得た馬
（2）兵庫ジュニアグランプリで最も高い着順を得た馬
（3）JBC2歳優駿で最も高い着順を得た馬
（4）上記以外の本シリーズ対象競走で最も高い着順を得た馬

### 褒賞金
| 順位             | 馬主    | 調教師 |
| ---------------- | ------- | ------ |
| 第1位            | 500万円 | 50万円 |
| 第2位            | 300万円 | 30万円 |
| 第3位            | 200万円 | 20万円 |
| 3冠ボーナス（※） | 500万円 |        |

※ダートグレード3競走すべてに勝利
褒賞金を授与する要件
- 以下の項目をすべて満たす馬に褒賞金授与の対象とする。
  - それぞれの区分の競走で1回以上出走している馬
  - いずれかの競走で3着以内の着順を得ている馬
  - 本シリーズにおける最終出走の時点で地方所属である馬

### 歴代チャンピオン
| 年度 | 馬名               | 所属   |
| ---- | ------------------ | ------ |
| 2021 | ナッジ             | 北海道 |
| 2022 | スペシャルエックス | 北海道 |